# Kalenîkî, Reșetîlivka
Kalenîkî (în ucraineană Каленики) este localitatea de reședință a comunei Kalenîkî din raionul Reșetîlivka, regiunea Poltava, Ucraina.

## Demografie
Componența lingvistică a localității Kalenîkî
     Ucraineană (97,57%)
     Rusă (1,94%)
     Alte limbi (0,48%)
Conform recensământului din 2001, majoritatea populației localității Kalenîkî era vorbitoare de ucraineană (97,57%), existând în minoritate și vorbitori de rusă (1,94%).